# Kazuyasu Minobe
Kazuyasu Minobe (født 15. juli 1987) er en japansk fægter, der konkurrerer i kårde.
Han repræsenterede Japan ved sommer-OL 2016 i Rio de Janeiro, hvor han blev elimineret i kvartfinalen.
Ved sommer-OL 2020 i Tokyo, som blev afholdt i 2021, blev han elimineret i ottendedelsfinalen i den individuelle konkurrence. Han vandt senere guld i holdkonkurrencen.
Ved sommer-OL 2024 i Paris vandt han sølv i holdkonkurrencen.